# Гайк Марутян
Гайк Марутян (вірм. Հայկ Հրաչի Մարության нар. 18 грудня 1976) — вірменський державний діяч та політик, мер Єревану з 13 жовтня 2018 року до 23 грудня 2021. У минулому — актор, комік, сценарист і продюсер.

## Біографія
Гайк Марутян народився 18 грудня 1976 року у Єревані.
7 років навчався в Єреванській середній школі № 83, у 8-10-х класах — в училищі імені Ананії Ширакаці.
У 1992—1997 роках навчався у Вірменському державному інженерному університеті.
У 1995—2002 роках грав у команді КВН політехнічного інституту «Вірменський проєкт».
У 1996—2002 роках працював у компанії «Шарм» сценаристом, режисером, актором — «220 вольт», «Вайлур», «Наш двір», «Наш двір 2», «Крута касета», «Інша касета», «Банда», «Комерційна вистава» (спільно з телекомпанією «Вірменія»).
2002 року спільно з друзями заснував компанію «Крута студія», де й працював актором, сценаристом, режисером та продюсером. Спільно створив такі проєкти: «Крута програма», «Крутий серіал», «7,5», «No Comment», «Ала Бала Ніца». Також брав участь у всіх проєктах як актор.
Брав участь у численних теле- і кінозйомках.
Одружений з чешкою за національністю — Іві, з якою познайомився 2004 року, коли остання була волонтером у Спітаку, в рамках місії «Червоного Хреста»
Починаючи з травня 2018 року брав активну участь у русі «Зроби крок» Республіки Вірменія. 2018 року висунутий кандидатом в мери Єревану від блоку партій «Мій крок». Обраний на посаду мера 23 вересня з величезним відривом від інших кандидатів, отримавши 81,6 % голосів виборців. У грудні 2021 року йому оголосили вотум недовіри, мером обрали його заступника Гречю Саргсяна.

## Освіта
Марутян провів перші 7 років навчання в школі № 83. Потім він продовжив свою освіту в семінарії Ананії Ширакаці. Навчався у Державному інженерному університеті Вірменії в 1992—1997 роках.